# John James Waterston

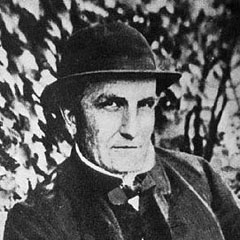
John James Waterston

John James Waterston (1811 - 18 de junio de 1883) fue un químico escocés, que realizó trabajos pioneros sobre la teoría cinética de los gases.
Después de que su trabajo fuese rechazado por la Royal Society en 1845 se volvió huraño y esquivo con los demás miembros de la comunidad científica con indicios de manía persecutoria.

En el año 1857 publicó sus trabajos por cuenta propia y meses más tarde fue encontrado ahogado en un canal cercano a su hogar en extrañas circunstancias que jamás se resolvieron.
Su trabajo ignorado, su actitud hostil y la misteriosa muerte meses después de publicar su trabajo han creado alrededor de él una más de las muchas leyendas negras de Escocia.
Años después de su muerte Lord Rayleigh le concedió el mérito merecido, pero por aquel entonces la autoría de la teoría cinética de los gases ya estaba profundamente asociada a Clausius y Maxwell dejando a Waterson en el olvido.

## Teoría cinética
Durante su residencia en la India, desarrolló su teoría cinética, en forma independiente de trabajos tampoco valorados por parte de Daniel Bernoulli y John Herapath. Publicó su trabajo, solventando de su pecunio el costo de su publicación en su libro Thoughts on the Mental Functions (1843). Él desarrolló correctamente todas las consecuencias que se derivan del hecho que la presión de un gas es una función del número de moléculas por unidad de volumen, N; la masa molecular, M; y la velocidad cuadrática media molecular, {\displaystyle {\bar {v^{2}}}}. Determinó la siguiente relación:
{\displaystyle P=NM{\bar {v^{2}}}}.